# Персонажі з Щоденників вампіра, Первородних та Спадщини
Персонажі з « Щоденників вампіра» , « Первородних» та « Спадщини», які присутні одразу в кількох серіалах по всесвіту TVD. 
| Персонаж          | Актор                | Серіали              | Серіали              | Серіали              |
| Персонаж          | Актор                | Щоденники вампіра    | Первородні           | Спадок               |
| ----------------- | -------------------- | -------------------- | -------------------- | -------------------- |
| Стефан Сальваторе | Пол Веслі            | Основний персонаж    | Запрошена зірка      | Не з'являється       |
| Керолайн Форбс    | Кендіс Аккола        | Основний персонаж    | Періодичний персонаж | Запрошена зірка      |
| Метт Донован      | Зак Реріг            | Основний персонаж    | Запрошена зірка      | Запрошена зірка      |
| Аларік Зальцман   | Метт Девіс           | Основний персонаж    | Запрошена зірка      | Основний персонаж    |
| Клаус Майклсон    | Джозеф Морган        | Основний персонаж    | Основний персонаж    | Запрошена зірка      |
| Елайджа Майклсон  | Деніел Ґілліс        | Періодичний персонаж | Основний персонаж    | Не з'являється       |
| Ребекка Майклсон  | Клер Голт            | Періодичний персонаж | Основний персонаж    | Запрошена зірка      |
| Кол Майклсон      | Натаніель Бузолік    | Періодичний персонаж | Періодичний персонаж | Запрошена зірка      |
| Фрея Майклсон     | Райлі Воулкел        | Не з'являється       | Основний персонаж    | Запрошена зірка      |
| Хоуп Майклсон     | Даніель Роуз Расселл | Не з'являється       | Основний персонаж    | Основний персонаж    |
| Джозі Зальцман    | Кайлі Брайант        | Періодичний персонаж | Запрошена зірка      | Основний персонаж    |
| Ліззі Зальцман    | Дженні Бойд          | Періодичний персонаж | Запрошена зірка      | Основний персонаж    |
| Гейлі Маршалл     | Фібі Тонкін          | Періодичний персонаж | Основний персонаж    | Не з'являється       |
| Марсель Жерард    | Чарльз Майкл Девіс   | Запрошена зірка      | Основний персонаж    | Запрошена зірка      |
| Кай Паркер        | Кріс Вуд             | Періодичний персонаж | Не з'являється       | Запрошена зірка      |
| Джеремі Ґілберт   | Стівен Р. Макквін    | Основний персонаж    | Не з'являється       | Запрошена зірка      |
| Фінн Майклсон     | Каспер Зефер         | Запрошена зірка      | Періодичний персонаж | Не з'являється       |
| Майкл Майклсон    | Себастьян Роше       | Запрошена зірка      | Періодичний персонаж | Не з'являється       |
| Естер Майклсон    | Еліс Еванс           | Запрошена зірка      | Періодичний персонаж | Не з'являється       |
| Лендон Кірбі      | Арія Шахгасемі       | Не з'являється       | Запрошена зірка      | Основний персонаж    |
| Тайлер Локвуд     | Майкл Тревіно        | Основний персонаж    | Запрошена зірка      | Не з'являється       |
| Аврора де Мартель | Ребекка Брірдс       | Не з'являється       | Періодичний персонаж | Періодичний персонаж |
| Доріан Вільямс    | Деметріус Бріджес    | Не з'являється       | Запрошена зірка      | Періодичний персонаж |
| Роман Сієна       | Джедідая Гудакр      | Не з'являється       | Періодичний персонаж | Запрошена зірка      |
| Софі Деверо       | Даніелла Пінеда      | Запрошена зірка      | Періодичний персонаж | Не з'являється       |
| Каміла О'Конелл   | Леа Пайпс            | Запрошена зірка      | Періодичний персонаж | Не з'являється       |